# Pokrajina Piacenza
Pokrajina Piacenza (v italijanskem izvirniku Provincia di Piacenza [provìnča di pjačènca]) je ena od devetih pokrajin, ki sestavljajo italijansko deželo Emilija - Romanja. Meji na severu z deželo Lombardija, na vzhodu s pokrajino Parma, na jugu z deželo Ligurija ter na zahodu z deželama Lombardija in Piemont.

## Večje občine
Glavno mesto je Piacenza, ostale večje občine so (podatki 31.08.2020):
| Mesto               | Prebivalcev |
| ------------------- | ----------- |
| Piacenza            | 103.498     |
| Fiorenzuola d'Arda  | 15.039      |
| Castel San Giovanni | 13.797      |
| Rottofreno          | 12.237      |
| Podenzano           | 9.144       |

## Naravne zanimivosti
Značilnost pokrajine so najdišča fosilov. Reka Stirone se je v teku stoletij globoko zarezala v naplavinski teren in si izkopala sotesko, čigar pobočja so prava geološka zakladnica. Obilica izkopanin je dovolila celo nastanek muzeja na prostem. Tudi Rezervat Piacenzano, sestavljen iz devetih območij, ki so bila v pliocenu obala morskega zaliva, je izredno bogat s fosili, med katerimi je celo kitovo okostje. Zato je beseda Piacenzano, ki sicer pomeni iz Piacenze, tudi ime geološkega obdobja med 5,3 in 1,8 milijoni let od tega.
Seznam zaščitenih področij v pokrajini:
- Krajinski park Stirone (Parco fluviale regionale dello Stirone)
- Krajinski park Monte Moria (Parco provinciale Monte Moria)
- Naravni rezervat Piacenzano (Riserva naturale geologica del Piacenzano)

## Zgodovinske zanimivosti
Današnja pokrajina Piacenza zavzema približno isto ozemlje, ki ga je leta 1545 papež Pavel III. imenoval za kneževino in ga podaril svojemu sinu knezu Pierluigiju Farnese. Ko je bil ta usmrčen, je njegov sin in naslednik Ottavio prenesel v Parmo prestolnico kneževine, ki se je od tedaj imenovala Kneževina Parma in Piacenza. Trajala je do leta 1859, ko je bila priključena savojskim posestvom in nato Kraljevini Sardiniji.